# 여의도 시범아파트
여의도 시범아파트는 대한민국 서울특별시 영등포구 여의도동에 위치한 1584세대의 아파트 단지이다. 1971년 완공되어 민간에 분양되었다.
여의도 시범아파트는 24개의 동이 12층 ~ 13층 규모로 구성되었다. 이전에도 시범아파트라는 명칭을 가진 아파트는 존재했으나 시민아파트의 개량형인 것에 반해, 여의도 시범아파트는 최초의 단지형 고층시범아파트로 지어졌다. 원래 단지 건설 전 여의도의 확장공사를 종료하고 민간을 대상으로 땅 분양을 개시하였으나, 여의도에 건물을 짓겠다는 사람은 한명도 나오지 않아 여의도가 애물단지로 전락하는 것을 막기 위하여, 서울시가 시범적으로 여의도에 고층 아파트 단지를 지어 보급한다는 계획을 세우게 된 것이다. 이후 서울시가 의도한 대로 여의도에 신임을 가진사람들이 늘어 수많은 증권가 건물들이 여의도에 지어졌으며, 국회의사당, 방송국과 한화그룹 소유의 63빌딩이 여의도에 지어졌다.
또한 여의도 시범아파트는 기둥식 아파트로 알려진 바 있으며 역사적 가치로 인해 서울미래유산으로 지정되었다.

## 역사
1970년에 착공하여 1971년에 완공되었다. 24개동 1584세대로 이루어져 있으며, 대한민국의 첫 민간인 고층아파트이자 대단지이며, 최초로 여의도에 지어진 건축물이기도 하다. 건설은 삼부토건, 현대, 부국, 대림, 한국건업, 건설산업, 모양건설이 맡았다.
2008년에는 재건축 단지인 규모 지상 77층, 지하 2층로 구성 예정인 여의도 리버팰리스를 추진했으나 무산되었다.

## 특이 사항
이 아파트에는 4호 라인이 모든 동에 걸쳐 존재하지 않는다. 그러나 3호 라인 다음으로 5호 라인으로 넘어가는 식으로 쓴다. 그러나 엘리베이터가 설치되지 않는 마포아파트나 다른 저층급 군소규모 아파트 등과 달리 4호 라인이 선보이지 않는 것으로 드러나고 있다.

## 시설

### 부대 시설
- 관리사무소
- 경로당
- 입주자집회소
- 경비실 (각 동마다 배치)
- 어린이놀이터
- 상가

### 주변 시설
- 평화어린이공원

## 교통

### 지하철
- ● 수도권 전철 5호선 - 여의나루역에서 도보 10분 (672m)
- ● 서울 지하철 9호선 - 샛강역에서 도보 10분 (674m)

### 버스
- 마을버스 : 영등포11, 영등포10
- 좌석버스 : 700, 108
- 공항버스 : 6030
- 직행좌석 : 7007-1
- 광역버스 : M7625
- 간선버스 : 261, 503, 505, 162, 262
- 지선버스 : 5534 , 5633, 7611, 5618, 5012

## 같이 보기
- 아파트
- 대한민국 아파트의 역사
- 마포아파트
- 여의도 광장아파트